# Théâtrothèque Gaston-Baty
La  Théâtrothèque Gaston-Baty fait partie des bibliothèques associées à la Direction des bibliothèques universitaires de l’université Sorbonne-Nouvelle – Paris 3. Elle se situe dans le 12e arrondissement de Paris. Elle a été fondée en 1959 par le professeur Jacques Scherer, avec l’aide du professeur Raymond Lebègue. La Théâtrothèque Gaston-Baty est la seule bibliothèque universitaire française spécialisée dans les arts du spectacle. Ses fonds couvrent les domaines du théâtre, de la scénographie et du costume, de la danse, du cirque, du théâtre de marionnettes, du théâtre lyrique et de l’opéra, du théâtre de rue, du mime, du music-hall, de la magie, de la performance et autres formes de spectacle vivant, de l’Antiquité à nos jours.
La Théâtrothèque Gaston-Baty fait partie de l’Institut d’études théâtrales et de l'UFR Arts & Médias de l’université Sorbonne Nouvelle - Paris 3.

## Historique
Le projet débute au printemps 1959 avec l’aide et sous l’égide du CNRS : la Sorbonne acquiert la bibliothèque personnelle du metteur en scène de théâtre Gaston Baty, décédé en 1952. Quelques mois plus tard, Jacques Scherer fonde le Centre de documentation théâtrale et en devient directeur. Le Centre de documentation théâtrale est alors rattaché à l’Institut de langue et littérature française (ILLF) de la Sorbonne.
Le 14 avril 1959 le Centre de documentation théâtrale est inauguré. Les collections sont alors constituées de 4 700 volumes, 2 500 diapositives, 1 700 tirages photographiques, 180 disques et 80 heures d’enregistrements sonores. Jacques Scherer décide d’enrichir les collections avec l’acquisition de travaux de recherche portant sur le théâtre.
Le 21 novembre 1959 est créé l’Institut d’études théâtrales, dirigé par Raymond Lebègue.
L’Institut d'études théâtrales et son Centre de documentation renommé « Bibliothèque Gaston-Baty », déménagent et s’installent en 1966 sur le site Censier, 13 rue Santeuil. Cinq ans plus tard, est créée l'Université Sorbonne-Nouvelle - Paris 3, présidée par Raymond Las Vergnas : l'Institut d'études théâtrales et sa bibliothèque « Gaston-Baty » sont désormais rattachés à cette nouvelle université. Dix ans plus tard la bibliothèque intègre le fonds « Pierre Féret » (1 000 documents), en 1995 le fonds Bernard Dort (6 000 documents) et en 2003 le fonds Radio France (3 600 documents).
La Bibliothèque est renommée « Théâtrothèque Gaston-Baty » en 2012 et s’ouvre au prêt à domicile en 2015. Dans les années suivantes, elle intègre les fonds Émile Copfermann (700 documents), François-Éric Valentin (6 000 documents), Pierre Roudy (600 documents), Martine de Rougemont (6 000 documents), Lucien-et-Micheline-Attoun – Théâtre Ouvert (archives 1980-2010), Søren et Dominique Valentini Olsen (210 documents), les archives de production du Théâtre de la Bastille (archives 1982-2000), le don Agnès Pierron sur le Grand-Guignol et la figure de Pierrot (estampes, objets, affiches, livres) et une collection de 7000 programmes de music-hall ayant appartenu à Jacques Crépineau.
En 2022 la Théâtrothèque Gaston-Baty déménage depuis le Centre Censier vers le Campus Nation, 8 avenue de Saint-Mandé.

## Missions
D'un point de vue statutaire, la Théâtrothèque est bibliothèque associée à la direction des bibliothèques universitaires de l’université Sorbonne Nouvelle (DBU). La Théâtrothèque dépend directement de l’Institut d’études théâtrales, dont elle complète les missions pédagogiques en axant sa politique sur l’acquisition de tous types de supports documentaires à destination des étudiants et des chercheurs en arts du spectacle, sur la conservation et la valorisation du patrimoine théâtral. Elle fait partie de l'UFR Arts & Médias. La bibliothèque dépend de l’État dont elle reçoit une subvention par le biais de l'université.
En 2021, elle s'associe au Centre de documentation théâtral de l'ERACM, qui choisit de rebaptiser sa bibliothèque "Théâtrothèque Barety", pour marquer la gemellité des deux institutions et créer un grand axe documentaire Paris-Région PACA.

### Conservation
La Théâtrothèque Gaston-Baty a pour mission de conserver les documents acquis, reçus par don ou par legs, dans les meilleures conditions possibles, en procédant à des travaux de restauration et de reliure. Les documents sont conservés sur site et au CTLes.

### Diffusion auprès du public
La Théâtrothèque s’adresse à tous les publics (étudiants, enseignants-chercheurs, professionnels du spectacle, amateurs). Les lecteurs ont accès au catalogue depuis un catalogue informatique ou depuis le SUDOC (ABES). La Théâtrothèque participe au réseau de prêt entre bibliothèques (PEB).

### Trucothèque
Le campus Nation étant équipé d'équipements artistiques de pointe (salle de théâtre, théâtre de verdure, salles de pratique artistique, studio de télévision...), la Théâtrothèque propose depuis 2022 un service inédit dans le parc universitaire, une "trucothèque", et met à disposition des usagers une collection d'objets pour favoriser et accompagner la pratique artistique étudiante : accessoires de jeu, costumes, masques et armes factices, empruntables aux mêmes conditions qu'un livre.

### Activités culturelles
La Théâtrothèque Gaston-Baty organise régulièrement des événements culturels et scientifiques afin de valoriser ses collections : visites, accueil de groupes de recherche, lectures, rencontres avec les professionnels, expositions et activités interdisciplinaires en coordination avec les différents départements de l’université ou des partenaires extérieurs.

## Volumétrie des collections
78 000 documents imprimés
- pièces de théâtre en français et langues étrangères
- essais en français et langues étrangères
- répertoire jeunesse
- tapuscrits et textes inédits
- cahiers de régie
- brochures
- programmes et « bibles du spectateur ».

6 000 travaux de recherche en arts du spectacle et en cinéma
- Thèses de doctorat
- DEA
- Maîtrises
- Masters 1 et 2.

1 300 titres de périodiques du XIXe siècle à nos jours
- revues spécialisées françaises et étrangères
- gazettes
- journaux de théâtre…

25 000 diapositives et photographies
Autres documents iconographiques
- estampes
- dessins originaux.

4 000 documents multimédias
- enregistrements sonores et vidéo sur bandes magnétiques
- disques vinyles
- VHS et Bétamax
- DVD et CD-Rom, CD audio.

500 affiches
Revues de presse
- les politiques culturelles
- les festivals (Avignon, Nancy, etc.)
- les théâtres étrangers (Piccolo Teatro de Milan, Berliner Ensemble...)
- le théâtre universitaire
- les théâtres nationaux, théâtres parisiens et franciliens
- les auteurs (de Shakespeare à nos jours)
- les metteurs en scène français et étrangers (Patrice Chéreau, Ariane Mnouchkine, Roger Planchon, Peter Brook, Claude Régy…).

Archives
- Théâtre de la Bastille
- Lucien et Micheline Attoun
- Correspondances de professionnels du spectacle
- Claude Régy
- Patrice Chéreau
- Gisèle Barret
- Centre de Recherche sur les Arts de la Rue (CRAR)
- Manuscrits divers
- Documentation technique et éclairage de spectacle

Objets
- Céramiques
- Bronzes
- Tableaux
- Jouets anciens et modernes
- Marionnettes

## Collections patrimoniales et fonds d'archives
Si l’enrichissement de la Théâtrothèque Gaston-Baty se fait au quotidien par les achats et les dons ponctuels, certains legs et dons ont apporté au fonds un caractère exceptionnel par leur richesse bibliographique et leur valeur patrimoniale. L'institution conserve ainsi des livres rares et anciens, des livres d'artistes, ainsi que plusieurs dizaines de fonds d'archives privées.

### Fonds Gaston Baty
La bibliothèque de Gaston Baty, membre du Cartel, metteur en scène ayant marqué l’histoire du théâtre au XXe siècle, est composée de 4 700 documents : essais et pièces de théâtre en français et langues étrangères, éditions originales et pour la plupart dédicacées par ses contemporains (Jean Cocteau, Henry de Montherlant, Jules Romains, Meyerhold...). Ce fonds est à l’origine de la création de la Théâtrothèque qui porte, de ce fait, son nom.

### Fonds Radio France Internationale
Tapuscrits inédits (pièces de théâtre francophones et africaines) émanant du concours théâtral interafricain organisé par l'ORTF, puis par Radio France internationale depuis 1973.

### Fonds Pierre Féret
Collection obtenue par legs en 1975. D’abord marionnettiste, puis gravement blessé lors de la Première Guerre mondiale et ne pouvant plus exercer, Pierre Féret, ancien secrétaire général du Club du Cirque, se fait bibliophile et collecte un grand nombre de documents, pour la plupart rares et précieux - estampes, lithographies, éditions originales de la Renaissance jusqu'au milieu du XXe siècle - relatifs aux arts de la piste, au cabaret, au music-hall et spectacles d'illusion.

### Fonds Bernard Dort
Les héritiers du critique et pédagogue français offrent en don sa bibliothèque personnelle en 1995. Bernard Dort, enseignant et directeur de l’Institut d’études théâtrales, a été particulièrement impliqué dans la vie de la bibliothèque et de l’institut. Sa bibliothèque personnelle contient de très nombreuses ressources, notamment, sur le théâtre allemand (Brecht, le Berliner Ensemble), sur le théâtre et l'opéra italien (Giorgio Strehler et le Piccolo Teatro de Milan).

### Fonds Radio France
À la suite du réaménagement de ses locaux, Radio France offre une partie de ses fonds théâtraux à la bibliothèque. La collection est composée de 3600 éditions originales de pièces de théâtre du XIXe siècle et constitue un panorama complet des textes joués sur les scènes parisiennes (drames, drames historiques, mélodrames, vaudevilles).

### Fonds Jean-Louis Wilhelm
Fonds reçu en 2006 et composé de 600 volumes (pièces et essais), offerts par Jean-Louis Wilhelm, metteur en scène et professeur au théâtre-école de Beauvais.

### Fonds CRAR (Centre de recherche sur les arts de la rue)
Archives du groupe de recherche de l'Institut d'études théâtrales sur les arts de la rue.

### Fonds Émile Copfermann
Ce don, offert par les ayants droit d'Émile Copfermann en 2012, comprend 700 volumes, 150 titres de périodiques et des photographies portant sur le théâtre du XXe siècle, français et étranger, ainsi que des photographies de marionnettes françaises et étrangères.

### Fonds François-Éric Valentin
Ce legs, reçu en 2013, comprend 6000 documents ayant appartenu à François-Éric Valentin, ancien étudiant de l’Institut d’études théâtrales, éclairagiste et créateur lumière pour l'opéra et le théâtre, le one-man-show et les sons et lumières : cahiers de régie, périodiques, ouvrages techniques sur l'éclairage et la couleur, pièces de théâtre, essais sur le spectacle vivant, l'opéra, le cinéma et la peinture. À cet ensemble s'ajoutent également des enregistrements sonores et une vidéothèque théâtrale (DVD) importante [legs en cours de traitement].

### Fonds Marie-Aude Hemmerlé
Cette collection, léguée en 2013 par la famille de Marie-Aude Hemmerlé, rassemble près de 400 documents, monographies et périodiques, portant sur le théâtre immédiatement contemporain et plus spécialement sur les dramaturgies québécoises et plus généralement francophones.

### Fonds Attoun – Théâtre Ouvert
Le Fonds Attoun – Théâtre Ouvert, rassemblé pendant plus de 20 ans à travers le territoire par Lucien et Micheline Attoun, a été obtenu en 2014 à la suite du réaménagement des locaux de Théâtre Ouvert. Il offre un panorama de la vie théâtrale française avec un ensemble de plusieurs milliers de programmes et de « bibles du spectateur ».

### Fonds Pierre Roudy
Yvette Roudy offre par don en 2015 plusieurs centaines de monographies ayant appartenu à son mari Pierre Roudy, directeur de l’École de la Rue Blanche (aujourd’hui ENSATT) de 1970 à 1991, auteur et fondateur des éditions du « Club Zéro ».

### Fonds Martine de Rougemont
En 2015, la famille de Rougemont fait don de la bibliothèque de Martine de Rougemont, professeur émérite à l'Institut d'études théâtrales, spécialiste du XVIIIe siècle (notamment de Rétif de la Bretonne et de Germaine de Staël), de la place des femmes dans le paysage théâtral de l'Ancien Régime et pionnière de l'étude de l'iconographie théâtrale. La collection comprend des éditions originales des XVIIIe et XIXe siècles, des pièces de théâtre et des essais, des tapuscrits de recherche, les manuscrits des cours dispensés au sein de la Sorbonne puis de la Sorbonne nouvelle [legs en cours de traitement].

### Fonds Søren et Dominique Valentini-Olsen
En 2017, Dominique Valentini-Olsen offre 210 volumes collectionnés par feu son mari Søren Olsen, traducteur et linguiste spécialiste du théâtre d'Eugène Ionesco, fondateur du site internet Ionesco.org. La collection comprend les pièces de théâtre d'Eugène Ionesco dans des traductions multiples ainsi que des études critiques sur Ionesco dans de nombreuses langues étrangères.

### Fonds d'archives du Théâtre de la Bastille
En 2017, le Théâtre de la Bastille offre les archives couvrant les productions des années 1982 à 2000. Le fonds comprend des dossiers de presse, de la documentation technique sur les spectacles, des documents de régie, des photographies et des diapositives, des supports de communication (programmes de salle, flyers, affiches), des dossiers de production, les numéros de périodiques édités par le théâtre, des captations vidéo [don en cours de traitement, consultable sur demande].

## L'Association des amis de la Théâtrothèque Gaston-Baty (ATGB)
L'Association des amis de la Théâtrothèque Gaston Baty a été fondée le 27 juin 1985 par Colette Scherer, directrice de la bibliothèque Gaston-Baty jusqu'en 2001. À ses débuts, l'association réunit Jacques Lassalle, Jean-Pierre Sarrazac, Jean Villiers et Michel Corvin.
Les missions des Amis de la Théâtrothèque Gaston-Baty consistent à promouvoir et à valoriser les différentes collections et, d'autre part, à apporter un soutien financier pour les acquisitions et les chantiers spéciaux (restaurations de documents, achat de matériel pour la bibliothèque).
L'association a pour objectif de développer les relations entre les activités documentaires et la pratique théâtrale ainsi que des partenariats avec d'autres fonds documentaires tout en travaillant à la recherche de mécènes et de subventions. À ces fins, l'association organise régulièrement des manifestations culturelles au sein de la Théâtrothèque ou hors les murs (soirées-lecture, conférences, expositions...)[source insuffisante].

### Revues
- Registres, spécial "Théâtre et développement durable ; Études théâtrales / 1. Les Origines", no 18, 2015.
- Colette Scherer, "Une mine africaine à Censier : la Bibliothèque Gaston-Baty", Théâtre / Public, 158, mars-avril 2001.
- Colette Scherer, "Le Fonds Bernard Dort de la Bibliothèque Gaston-Baty” (texte de la communication prononcée au "Colloque Bernard Dort, un individu singulier", Cerisy-la Salle, 10-17 septembre 1998), Théâtre / Public, 145, janvier 1999.
- « Hommage à Jacques Scherer », Registres, no 3, 1998, p. 7-30.
- Colette Scherer, "Documentation théâtrale et musicologie à la Bibliothèque Gaston-Baty", Revue internationale de musique française, no 5, juin 1981.
- Raymond Lebègue, « L’Institut d’études théâtrales », Annales de l’Université de Paris, 32e année, n° 2, avril-juin 1962, p. 128-134.

### Essais
- Stéphanie Méchine et Ève-Marie Rollinat Levasseur, « Le théâtre à l'Université de Paris : institutionnalisation et développement dans la seconde moitié du XXe siècle », De l'Université de Paris aux universités d’Île-de-France, Presses universitaires de Rennes, 2015.
- Quentin Fondu, L’« invention » de la  discipline  universitaire  des études  théâtrales  en France  (1948-1981) », Master 2 en sciences sociales, mention sociologie, EHESS, 2014.
- Jean-Pierre Sarrazac (dir.), Les Pouvoirs du théâtre : Essais pour Bernard Dort, Montreuil, Éditions théâtrales, 1994.
- Bibliothèques et Musées des arts du spectacle dans le monde, Paris, éditions du CNRS, 1992.
- Mélanges  d'histoire  littéraire  (XVIe – XVIIe siècles) offert  à  Raymond  Lebègue,  par  ses collègues, ses élèves et ses amis, Paris, Nizet, 1972, p. 55-59.

### Catalogues
- Colette Scherer, Catalogue des pièces de théâtre africain en langue française conservées à la Bibliothèque Gaston-Baty, in Cahiers de la Bibliothèque Gaston Baty, no 3, Paris, Presses de la Sorbonne nouvelle, 1995.
- Colette Scherer, Catalogue raisonné du Fonds Pierre Féret de la Bibliothèque Gaston-Baty, direction et préface (rédaction: Jean Villiers), Chalons-sur-Marne : Centre National des Arts du Cirque,1987 (Cahiers des arts du cirque, 1).
- Colette Scherer, Catalogue des ouvrages antérieurs à 1800, Paris : Université de la Sorbonne Nouvelle - Paris 3, 1985, Cahiers de la bibliothèque Gaston-Baty.
- Colette Scherer, « Recherche théâtrale et documentation à la Bibliothèque Gaston-Baty », (Catalogue raisonné des thèses et travaux inédits sur les arts du spectacle entrés à la Bibliothèque Gaston-Baty depuis sa création en 1959), Revue d'Histoire du Théâtre, (11 livraisons : 1972,1-1973, 4 -1976, 2 -1979,1-1981,4 -1983, 4 -1987,4 -1992,4 -1997,2,3,4 - 2000,3 - 2004,3).
- "Répertoire des organismes universitaires d'études et de recherches théâtrales", Organon :  Bulletin  d’études  et  de  documentation  théâtrale,  vol.  1,  suppl.  no 1, janvier 1972, p. 2-13.